# Angela Franke
Pour les articles homonymes, voir Franke.
Angela Franke, née le 18 novembre 1957 à Magdebourg, est une ancienne nageuse est-allemande.

## Biographie
Aux championnats du monde 1973, elle termine 2e du 400 m 4 nages derrière sa compatriote Gudrun Wegner qui bat le record du monde en 4 min 57 s 51. Elle-même passe sous la barre de l'ancien record du monde qu'elle détenait en 5 min 1 s 10, en touchant le mur en 5 min 0 s 37.

## Palmarès

### Championnats d'Europe
- Championnats d'Europe 1974 à Vienne (Autriche) :
  -  médaille d'or du 400 m nage libre
  -  médaille d'or du relais 4 × 100 m nage libre
  -  médaille d'argent du 100 m nage libre